# 1974年スペイングランプリ
1974年スペイングランプリ（英: 1974 Spanish Grand Prix、正式名称: XX Gran Premio de España）は、1974年のF1世界選手権第4戦として、1974年4月28日にハラマ・サーキットで開催された。

## 概要
84周で行われたレースは、ポールポジションからスタートしたオーストリア人ドライバーのニキ・ラウダがフェラーリ・312B3で優勝した。ラウダにとってはこれが25戦目で初めての勝利であった。チームメイトのスイス人クレイ・レガツォーニが2位、ブラジル人のエマーソン・フィッティパルディがマクラーレン・M23-フォードで3位となった。

## 背景

### レース前
前戦南アフリカGPから1ヶ月のブランクがあったが、その間の4月7日に非選手権レースのBRDCインターナショナル・トロフィーがシルバーストン・サーキットで行われ、ヘスケスのジェームス・ハントが優勝して早くも潜在能力を示した。

### サーキット
ハラマでは1972年以来2年ぶりの開催となったが、コースの拡張と安全柵の設置を行った。

## エントリー
ティレルは新車007をジョディー・シェクターに用意した（パトリック・デパイユは006）。シャドウは亡くなったピーター・レブソンの後任としてブライアン・レッドマンを、ブラバムはリチャード・ロバーツに代わってエンサインを去ったスポンサー持ち込みのリッキー・フォン・オペルを起用した。
新たに2つのコンストラクターが参戦を開始した。クリス・エイモンは自身のチーム「クリス・エイモン・レーシング」を立ち上げ、元テクノのゴードン・ファウエルが制作したAF101を走らせる。F5000に参戦していたトロージャンは、フリーランスとなっていた元ブラバムのロン・トーラナックがデザインしたT103をティム・シェンケンが走らせる。
スクーデリア・フィノットはシルビオ・モーザーのためにブラバム・BT42をエントリーしていたが、前週のモンツァ1000kmレースで重傷を負ったため欠場した。ジョージア王家の血を引く地元ドライバーのホルヘ・デ・バグラチオンがサーティース・TS16で参加する予定だったが、スペインのモータースポーツ連盟を退任する会長が公式エントリーリストを持ち去ってしまい、急いで代わりのエントリーリストを作成したが、スポンサー契約が切れたデ・バグラチオンがそのリストから漏れてしまったため出場できなかった。

### エントリーリスト
| チーム                                             | No. | ドライバー                     | コンストラクター | シャシー | エンジン                   | タイヤ |
| -------------------------------------------------- | --- | ------------------------------ | ---------------- | -------- | -------------------------- | ------ |
| ジョン・プレイヤー・チーム・ロータス               | 1   | ロニー・ピーターソン           | ロータス         | 76       | フォード DFV 3.0L V8       | G      |
| ジョン・プレイヤー・チーム・ロータス               | 2   | ジャッキー・イクス             | ロータス         | 76       | フォード DFV 3.0L V8       | G      |
| エルフ・チーム・ティレル                           | 3   | ジョディー・シェクター         | ティレル         | 007      | フォード DFV 3.0L V8       | G      |
| エルフ・チーム・ティレル                           | 4   | パトリック・デパイユ           | ティレル         | 006      | フォード DFV 3.0L V8       | G      |
| マールボロ・チーム・テキサコ                       | 5   | エマーソン・フィッティパルディ | マクラーレン     | M23      | フォード DFV 3.0L V8       | G      |
| マールボロ・チーム・テキサコ                       | 56  | デニス・ハルム                 | マクラーレン     | M23      | フォード DFV 3.0L V8       | G      |
| ヤードレー・チーム・マクラーレン                   | 33  | マイク・ヘイルウッド           | マクラーレン     | M23      | フォード DFV 3.0L V8       | G      |
| モーターレーシング・ディベロップメンツ・リミテッド | 7   | カルロス・ロイテマン           | ブラバム         | BT44     | フォード DFV 3.0L V8       | G      |
| モーターレーシング・ディベロップメンツ・リミテッド | 8   | リッキー・フォン・オペル       | ブラバム         | BT44     | フォード DFV 3.0L V8       | G      |
| マーチ・エンジニアリング                           | 9   | ハンス＝ヨアヒム・スタック     | マーチ           | 741      | フォード DFV 3.0L V8       | G      |
| マーチ・エンジニアリング                           | 10  | ヴィットリオ・ブランビラ       | マーチ           | 741      | フォード DFV 3.0L V8       | G      |
| スクーデリア・フェラーリ SpA SEFAC                 | 11  | クレイ・レガツォーニ           | フェラーリ       | 312B3-74 | フェラーリ 001/11 3.0L F12 | G      |
| スクーデリア・フェラーリ SpA SEFAC                 | 12  | ニキ・ラウダ                   | フェラーリ       | 312B3-74 | フェラーリ 001/11 3.0L F12 | G      |
| チーム・モチュール・BRM                            | 14  | ジャン＝ピエール・ベルトワーズ | BRM              | P201     | BRM P200 3.0L V12          | F      |
| チーム・モチュール・BRM                            | 15  | アンリ・ペスカロロ             | BRM              | P160E    | BRM P142 3.0L V12          | F      |
| チーム・モチュール・BRM                            | 37  | フランソワ・ミゴール           | BRM              | P160E    | BRM P142 3.0L V12          | F      |
| UOP・シャドウ・レーシングチーム                    | 16  | ブライアン・レッドマン         | シャドウ         | DN3      | フォード DFV 3.0L V8       | G      |
| UOP・シャドウ・レーシングチーム                    | 17  | ジャン＝ピエール・ジャリエ     | シャドウ         | DN3      | フォード DFV 3.0L V8       | G      |
| バング&オルフセン・チーム・サーティース            | 18  | カルロス・パーチェ             | サーティース     | TS16     | フォード DFV 3.0L V8       | F      |
| バング&オルフセン・チーム・サーティース            | 19  | ヨッヘン・マス                 | サーティース     | TS16     | フォード DFV 3.0L V8       | F      |
| フランク・ウィリアムズ・レーシングカーズ           | 20  | アルトゥーロ・メルツァリオ     | イソ・マールボロ | FW       | フォード DFV 3.0L V8       | F      |
| フランク・ウィリアムズ・レーシングカーズ           | 21  | トム・ベルソ                   | イソ・マールボロ | FW       | フォード DFV 3.0L V8       | F      |
| トロージャン-トーラナック・レーシング              | 23  | ティム・シェンケン             | トロージャン     | T103     | フォード DFV 3.0L V8       | F      |
| ヘスケス・レーシング                               | 24  | ジェームス・ハント             | ヘスケス         | 308      | フォード DFV 3.0L V8       | F      |
| スクーデリア・フィノット                           | 25  | シルビオ・モーザー 1           | ブラバム         | BT42     | フォード DFV 3.0L V8       | F      |
| エンバシー・レーシング・ウィズ・グラハム・ヒル     | 26  | グラハム・ヒル                 | ローラ           | T370     | フォード DFV 3.0L V8       | F      |
| エンバシー・レーシング・ウィズ・グラハム・ヒル     | 27  | ガイ・エドワーズ               | ローラ           | T370     | フォード DFV 3.0L V8       | F      |
| ジョン・ゴールディ・レーシング・ウィズ・ヘキサゴン | 28  | ジョン・ワトソン               | ブラバム         | BT42     | フォード DFV 3.0L V8       | F      |
| エスクデリア・カルボ・ソテロ                       | 29  | ホルヘ・デ・バグラチオン 2     | サーティース     | TS16     | フォード DFV 3.0L V8       | F      |
| クリス・エイモン・レーシング                       | 30  | クリス・エイモン               | エイモン         | AF101    | フォード DFV 3.0L V8       | F      |
| 出典:                                              |     |                                |                  |          |                            |        |

追記
- ^1 - モーザーは前週のモンツァ1000kmで重症を負い欠場
- ^2 - デ・バグラチオンは新たに作成されたエントリーリストから漏れたため参加できず

## 予選
金曜日にロニー・ピーターソンがトップタイムを出したが、ギアボックスの問題が相次ぐロータス・76に不満をいだいていた。土曜日にニキ・ラウダがピーターソンを0.3秒上回りポールポジションを獲得した。2列目はクレイ・レガツォーニとエマーソン・フィッティパルディ、3列目はジャッキー・イクスとカルロス・ロイテマンが並ぶ。
ヴィットリオ・ブランビラは1:19.81で9番手のタイムを出したが、メインストレートでウィングソテーが外れてブレーキパイプが切断され、そのままキャッチフェンスにクラッシュした。ブランビラは無傷だったが、彼のマーチ・741は原型を止めないほどにまで大破してしまったため、決勝の出走は不可能となった。このクラッシュによるマシンの排除とフェンスの修復のため、セッションは約1時間中断した。ティレル勢もブレーキトラブルに見舞われ、パトリック・デパイユもブランビラ同様キャッチフェンスにクラッシュしたが、スピードが落ちていた中でのクラッシュだったため、ダメージはマシンの両エンドで済み、ジョディー・シェクターも異音に気づいてピットインし、ブレーキディスクの破損が見つかり事なきを得た。

### 予選結果
| 順位  | No. | ドライバー                     | コンストラクター          | タイム    | 差    | Grid  |
| ----- | --- | ------------------------------ | ------------------------- | --------- | ----- | ----- |
| 1     | 12  | ニキ・ラウダ                   | フェラーリ                | 1:18.44   | -     | 1     |
| 2     | 1   | ロニー・ピーターソン           | ロータス-フォード         | 1:18.47   | +0.03 | 2     |
| 3     | 11  | クレイ・レガツォーニ           | フェラーリ                | 1:19.25   | +0.81 | 3     |
| 4     | 5   | エマーソン・フィッティパルディ | マクラーレン-フォード     | 1:19.28   | +0.84 | 4     |
| 5     | 2   | ジャッキー・イクス             | ロータス-フォード         | 1:19.28   | +0.84 | 5     |
| 6     | 7   | カルロス・ロイテマン           | ブラバム-フォード         | 1:19.37   | +0.93 | 6     |
| 7     | 20  | アルトゥーロ・メルツァリオ     | イソ・マールボロ-フォード | 1:19.54   | +1.10 | 7     |
| 8     | 56  | デニス・ハルム                 | マクラーレン-フォード     | 1:19.66   | +1.22 | 8     |
| 9     | 10  | ヴィットリオ・ブランビラ       | マーチ-フォード           | 1:19.81   | +1.37 | DNS 1 |
| 10    | 3   | ジョディー・シェクター         | ティレル-フォード         | 1:19.86 2 | +1.42 | 9     |
| 11    | 24  | ジェームス・ハント             | ヘスケス-フォード         | 1:19.87   | +1.43 | 10    |
| 12    | 14  | ジャン＝ピエール・ベルトワーズ | BRM                       | 1:20.03   | +1.59 | 11    |
| 13    | 17  | ジャン＝ピエール・ジャリエ     | シャドウ-フォード         | 1:20.20   | +1.76 | 12    |
| 14    | 9   | ハンス＝ヨアヒム・スタック     | マーチ-フォード           | 1:20.46   | +2.02 | 13    |
| 15    | 18  | カルロス・パーチェ             | サーティース-フォード     | 1:20.52   | +2.08 | 14    |
| 16    | 28  | ジョン・ワトソン               | ブラバム-フォード         | 1:20.52   | +2.08 | 15    |
| 17    | 4   | パトリック・デパイユ           | ティレル-フォード         | 1:20.65 2 | +2.21 | 16    |
| 18    | 33  | マイク・ヘイルウッド           | マクラーレン-フォード     | 1:20.65   | +2.21 | 17    |
| 19    | 19  | ヨッヘン・マス                 | サーティース-フォード     | 1:20.80   | +2.36 | 18    |
| 20    | 26  | グラハム・ヒル                 | ローラ-フォード           | 1:20.99   | +2.55 | 19    |
| 21    | 15  | アンリ・ペスカロロ             | BRM                       | 1:21.32   | +2.88 | 20    |
| 22    | 16  | ブライアン・レッドマン         | シャドウ-フォード         | 1:21.35   | +2.91 | 21    |
| 23    | 37  | フランソワ・ミゴール           | BRM                       | 1:21.43   | +2.99 | 22    |
| 24    | 30  | クリス・エイモン               | エイモン-フォード         | 1:21.79   | +3.35 | 23    |
| 25    | 8   | リッキー・フォン・オペル       | ブラバム-フォード         | 1:21.85   | +3.41 | 24    |
| 26    | 23  | ティム・シェンケン             | トロージャン-フォード     | 1:21.89   | +3.45 | 25 3  |
| 27    | 27  | ガイ・エドワーズ               | ローラ-フォード           | 1:21.96   | +3.52 | DNQ   |
| 28    | 21  | トム・ベルソ                   | イソ・マールボロ-フォード | 1:22.09   | +3.65 | DNQ   |
| 出典: |     |                                |                           |           |       |       |

追記
- ^1 - ブランビラは予選中のアクシデントによりマシンが大破したため、決勝の出走を見合わせた[5]。
- ^2 - シェクターはティレル・006、デパイユはティレル・005で記録したタイム[1]。
- ^3 - シェンケンは本来予選落ちだが、ブランビラがマシンの大破により出場できなくなったため、繰り上がりで決勝進出の権利を得た[W 4]。

## 決勝
（特記のない出典：）
決勝日の朝から雨が降り始め、非公式プラクティスは大雨の中行われた。レースが始まる前も雨が降り続いていたが、レース途中には雨が止みそうな状況になってきた。
レースがスタートすると、2列目までの4台（フェラーリ勢、ロニー・ピーターソン、エマーソン・フィッティパルディ）が他に差を付けて飛び出し先頭集団を構成する。その先頭に立ったのはピーターソンで、9周目には2位ニキ・ラウダとの差を2.5秒に広げるも、ラウダも激しい水しぶきの中ピーターソンについていき、3位のクレイ・レガツォーニに17秒の大差を付けた。
20周目には雨が止み、路面はすぐに乾いていく。するとそれまで使っていたレインタイヤが限界となり、各車ドライタイヤへの交換を行うが、首位のピーターソンはエンジンの油圧が0に落ち、コースには復帰したもののまもなくリタイアした。チームメイトのジャッキー・イクスもタイヤ交換でのミスによりリタイアし、ロータス勢は全滅した。
一方、フェラーリ勢は順調にタイヤ交換を済ませ、ラウダとレガツォーニの1-2体制ができあがった。その2台を追うフィッティパルディがレガツォーニに迫っていくが抑えきり、ラウダがF1初優勝、2位にレガツォーニが入り、フェラーリは1-2フィニッシュを挙げるとともに、F1通算50勝目を達成した。フィッティパルディは3位表彰台を獲得した。
以下、マーチのハンス＝ヨアヒム・スタックが4位で2戦連続入賞を果たし、ティレルのジョディー・シェクターが5位で初入賞を果たした。フィッティパルディのチームメイトのデニス・ハルムは6位に入賞した。
なお、降雨により2時間ルールが適用され、レースは本来の90周から84周に短縮された。

### レース結果
| 順位                                                 | No. | ドライバー                     | コンストラクター          | 周回数 | タイム/リタイア原因 | Grid | Pts. |
| ---------------------------------------------------- | --- | ------------------------------ | ------------------------- | ------ | ------------------- | ---- | ---- |
| 1                                                    | 12  | ニキ・ラウダ                   | フェラーリ                | 84     | 2:00:29.56          | 1    | 9    |
| 2                                                    | 11  | クレイ・レガツォーニ           | フェラーリ                | 84     | +35.61              | 3    | 6    |
| 3                                                    | 5   | エマーソン・フィッティパルディ | マクラーレン-フォード     | 83     | +1 Lap              | 4    | 4    |
| 4                                                    | 9   | ハンス＝ヨアヒム・スタック     | マーチ-フォード           | 82     | +2 Laps             | 13   | 3    |
| 5                                                    | 3   | ジョディー・シェクター         | ティレル-フォード         | 82     | +2 Laps             | 9    | 2    |
| 6                                                    | 56  | デニス・ハルム                 | マクラーレン-フォード     | 82     | +2 Laps             | 8    | 1    |
| 7                                                    | 16  | ブライアン・レッドマン         | シャドウ-フォード         | 81     | +3 Laps             | 21   |      |
| 8                                                    | 4   | パトリック・デパイユ           | ティレル-フォード         | 81     | +3 Laps             | 16   |      |
| 9                                                    | 33  | マイク・ヘイルウッド           | マクラーレン-フォード     | 81     | +3 Laps             | 17   |      |
| 10                                                   | 24  | ジェームス・ハント             | ヘスケス-フォード         | 81     | +3 Laps             | 10   |      |
| 11                                                   | 28  | ジョン・ワトソン               | ブラバム-フォード         | 80     | +4 Laps             | 15   |      |
| 12                                                   | 15  | アンリ・ペスカロロ             | BRM                       | 80     | +4 Laps             | 20   |      |
| 13                                                   | 18  | カルロス・パーチェ             | サーティース-フォード     | 78     | +6 Laps             | 14   |      |
| 14                                                   | 23  | ティム・シェンケン             | トロージャン-フォード     | 76     | スピンオフ          | 25   |      |
| NC                                                   | 17  | ジャン＝ピエール・ジャリエ     | シャドウ-フォード         | 73     | 規定周回数不足      | 12   |      |
| Ret                                                  | 26  | グラハム・ヒル                 | ローラ-フォード           | 43     | エンジン            | 19   |      |
| Ret                                                  | 20  | アルトゥーロ・メルツァリオ     | イソ・マールボロ-フォード | 37     | アクシデント        | 7    |      |
| Ret                                                  | 19  | ヨッヘン・マス                 | サーティース-フォード     | 35     | ギアボックス        | 18   |      |
| Ret                                                  | 37  | フランソワ・ミゴール           | BRM                       | 27     | エンジン            | 22   |      |
| Ret                                                  | 2   | ジャッキー・イクス             | ロータス-フォード         | 26     | ブレーキ            | 5    |      |
| Ret                                                  | 1   | ロニー・ピーターソン           | ロータス-フォード         | 23     | エンジン            | 2    |      |
| Ret                                                  | 30  | クリス・エイモン               | エイモン-フォード         | 22     | ブレーキ            | 23   |      |
| Ret                                                  | 8   | リッキー・フォン・オペル       | ブラバム-フォード         | 14     | オイル漏れ          | 24   |      |
| Ret                                                  | 7   | カルロス・ロイテマン           | ブラバム-フォード         | 12     | スピンオフ          | 6    |      |
| Ret                                                  | 14  | ジャン＝ピエール・ベルトワーズ | BRM                       | 2      | エンジン            | 11   |      |
| DNS                                                  | 10  | ヴィットリオ・ブランビラ       | マーチ-フォード           |        | 予選でアクシデント  |      |      |
| DNQ                                                  | 27  | ガイ・エドワーズ               | ローラ-フォード           |        | 予選不通過          |      |      |
| DNQ                                                  | 21  | トム・ベルソ                   | イソ・マールボロ-フォード |        | 予選不通過          |      |      |
| 優勝スピード（勝者ラウダの平均速度）：142.383 km/h   |     |                                |                           |        |                     |      |      |
| ファステストラップ：ニキ・ラウダ - 1:20.83（47周目） |     |                                |                           |        |                     |      |      |
| 出典:                                                |     |                                |                           |        |                     |      |      |

ラップリーダー
※太字は最多ラップリーダー
- ロニー・ピーターソン - 20周 (1-20)
- ニキ・ラウダ - 62周 (21-22, 25-84)
- ジャッキー・イクス - 2周 (23-24)

## 主な記録
（特記のない出典：）

### ドライバー
- 初優勝 / 初ファステストラップ：ニキ・ラウダ - 31戦目[W 14]
- 初入賞：ジョディー・シェクター - 10戦目[W 10]

### コンストラクター
- 通算50勝：フェラーリ
- 40回目の表彰台：マクラーレン
- 初参戦 / 初出走 / 初完走：トロージャン（英語版）[W 15]
- 初参戦 / 初出走：エイモン[W 16]

### エンジン
- 通算50勝：フェラーリ
- 1972年ドイツグランプリ以来続いていたフォード・コスワース・DFVエンジンの連勝記録が22でストップした（2024年終了時点でも歴代1位を維持している）[W 17]。

## 第4戦終了時点のランキング
|       | 順位 | ドライバー                     | ポイント |
| ----- | ---- | ------------------------------ | -------- |
|       | 1    | クレイ・レガツォーニ           | 16       |
| 6     | 2    | ニキ・ラウダ                   | 15       |
|       | 3    | エマーソン・フィッティパルディ | 13       |
|       | 4    | デニス・ハルム                 | 10       |
| 3     | 5    | カルロス・ロイテマン           | 9        |
| 出典: |      |                                |          |

|       | 順位 | コンストラクター      | ポイント |
| ----- | ---- | --------------------- | -------- |
|       | 1    | マクラーレン-フォード | 26       |
|       | 2    | フェラーリ            | 21       |
|       | 3    | ブラバム-フォード     | 9        |
|       | 4    | BRM                   | 8        |
| 1     | 5    | ティレル-フォード     | 6        |
| 出典: |      |                       |          |

- 注: トップ5のみ表示。有効ポイントは前半8戦のうちベスト7戦と後半7戦のうちベスト6戦の合計。